# Alexandru Matei Ghica
Alexandru Matei Ghica, (n. 1698 – d. 1741), a fost un Mare Dragoman al Porții între septembrie 1726 - februarie 1741. Nepot al lui Grigore I Ghica și fiu al lui Matei Ghica și al Ruxandrei Mavrocordat, a fost decapitat de turci. Era fratele lui Grigorie Ghica, dragoman în 1716-1726.